# 21062 Iasky
21062 Iasky este un asteroid din centura principală de asteroizi.

## Descriere
21062 Iasky este un asteroid din centura principală de asteroizi. A fost descoperit pe 13 mai 1991 la Observatorul Palomar de Carolyn S. Shoemaker și Eugene M. Shoemaker. Asteroidul prezintă o orbită caracterizată de o semiaxă mare de 3,04 ua, o excentricitate de 0,03 și o înclinație de 23,6° în raport cu ecliptica.